# ببر کاغذی

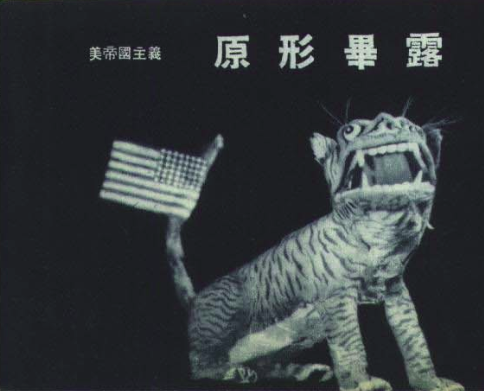
ببر کاغذی با پرچم آمریکا برای توصیف امپریالیسم آمریکا در یکی از نشریات چینی در سال ۱۹۵۷

ببر کاغذی ترجمهٔ عبارت چینی zhilaohu (纸老虎／紙老虎) است. این اصطلاح به چیزی گفته می‌شود که در ظاهر خطرناک و تهدیدکننده به نظر می‌رسد ولی در عمل بی‌اثر است و در برابر چالش تاب نمی‌آورد. عبارت ببر کاغذی زمانی در غرب مشهور شد که مائو تسه‌تونگ مکرراً از آن برای توصیف رقبایش، بالاخص دولت آمریکا استفاده کرد.

## استفاده
مائو اولین بار در اوت ۱۹۴۶ ایدهٔ «ببر کاغذی» را طی مصاحبه‌ای با یک خبرنگار آمریکایی معرفی کرد:
بمب اتم یک ببر کاغذی است که مرتجعان آمریکایی از آن برای ترساندن مردم استفاده می‌کنند. ترسناک به نظر می‌رسد، اما در عمل چنین نیست. البته، بمب اتم یک سلاح کشتار جمعی است، اما نتیجهٔ جنگ توسط مردم تعیین می‌شود، نه با یک یا دو نوع جدید از جنگ‌افزار.

همهٔ مرتجعان ببر کاغذی هستند. آن‌ها در ظاهر هولناک به نظر می‌رسند ولی در واقعیت چندان قدرتمند نیستند.